# René Caovilla
René Caovilla è un'azienda italiana di lusso che produce calzature da donna e accessori. È il brand di calzature più longevo al mondo.

## Storia
La storia dell'azienda comincia nel 1923, quando Edoardo Caovilla apre un laboratorio artigianale di scarpe di qualità a Fiesso d'Artico, nella Riviera del Brenta. Il figlio René Fernando, dopo aver studiato design della moda a Londra e a Parigi, trasforma il laboratorio in un'azienda di lusso più attenta alle tendenze del mercato. Nel 1934 nasce il brand René Caovilla.
Negli anni cinquanta René crea un connubio fra manifattura artigianale e oreficeria, aggiungendo alle calzature inserti preziosi. A partire dagli Anni Sessanta, l'azienda inizia ad orientarsi verso l'alta moda. Nel 1975, Caovilla inizia una lunga collaborazione durata oltre 25 anni con Valentino Garavani, per il quale realizza la prima linea di calzature indossate dalle modelle in passerella.
Negli anni novanta, l'azienda contava circa 70 dipendenti, molti dei quali usciti dalla vicina scuola regionale per modellisti di Stra, e produceva circa 200 paia di scarpe al giorno. In occasione delle sfilate d'alta moda, la produzione si bloccava e tutta l'attenzione veniva dedicata al disegno e alla realizzazione di pochi pezzi, prodotti in collaborazione con gli stilisti che si affidavano a Caovilla per le calzature della loro collezione. Oltre a Valentino, si citano Chanel, Christian Dior e John Galliano.
L'azienda ha iniziato un percorso di concentrazione sul proprio brand a partire dall'inizio del 2000. La prima boutique monomanrca di René Caovilla è stata aperta nel 2004 a Milano, e in seguito a Roma. Successivamente, l'azienda ha aperto boutique a Venezia, Parigi, Londra e Tokyo. Si contano nel mondo una ventina di boutique, principalmente situate in Asia, Medio Oriente ed Europa. Il laboratorio produce inoltre calzature su richiesta, indossate e pubblicizzate da personaggi celebri. Per il Sultano del Brunei René Caovilla realizzò un paio di sandali esclusivi con due pietre preziose. L'azienda negli ultimi anni ha investito molto nell'e-commerce, raddoppiando il proprio fatturato.

## Riconoscimenti
René Caovilla nel 2000 ha vinto il premio statunitense Rob Report per la categoria migliori scarpe da sera. Nominato Cavaliere del Lavoro nel 2001, nel 2006 riceve il premio Leonardo Qualità Italia dal Presidente della Repubblica Italiana. Sempre nel 2006 René Caovilla, che insieme ad un gruppetto di esponenti dell'economia e dell'editoria veneta (Arturo Bastianello, Paolo Sinigaglia, Giuseppe Stefanel, Ivano Beggio), aveva il controllo del quotidiano Il Gazzettino, ha ceduto la maggioranza al gruppo Caltagirone per 120 milioni di euro.